# 1613
Cette page concerne l'année 1613  du calendrier grégorien.
L'année 1613 est une année commune qui commence un mardi.

## Événements

### Afrique
- 1er mars[1] : le négus d’Éthiopie, Sousnéyos rallié à l'Église latine, envoie Fequr Egzie et le père jésuite Antonio Fernandes, à travers le sud-ouest de l’Éthiopie, vers le comptoir portugais de Malindi dans le but d’établir des relations diplomatiques avec le roi d’Espagne et le pape. La mission échoue face à l’hostilité des Oromos[2].
- 27 mars- 1er avril : le capitaine Samuel Castleton fait escale à La Réunion et baptise l'île encore inhabitée England's forest[3].
- 30 novembre[4] : Marrakech est prise par les partisans d’un marabout de Tafilalet, mais le sultan Moulay Zidan parvient à reconquérir sa capitale (27 janvier 1614[5]).
- Avril-mai : Mourad Bey devient bey de Tunis (fin en 1631). Il réussit à rendre la charge héréditaire et fonde la dynastie des mouradites (fin en 1702)[6]. Ses successeurs reprennent à leur service les grands familles locales et adoptent les traditions administratives hafsides. À Tunis, au contraire d’Alger, l’élément turc se fond avec la population.

- Fondation du  royaume de Cassange, situé entre le Ndongo et le royaume Lounda, en Angola, à la fin de l'année[7]. Habité par le peuple imbagala, il contrôle le cours supérieur du Kwango et sert d’intermédiaire entre les Portugais et les peuples d’Afrique centrale de 1650 à 1850[8].

### Amérique
- 6 mars, Honfleur : Samuel de Champlain retourne en Nouvelle-France comme lieutenant du vice-roi de la Nouvelle-France. Il arrive à Tadoussac le 29 avril[9].
- 27 mai : Samuel de Champlain part de Québec explorer la rivière des Outaouais ; il est de retour à Saint-Malo le 26 août[10].
- Juin : départ d'Amsterdam de l’expédition de Adriaen Block et Hendrick Christiaensen vers la Nouvelle-Néerlande[11]. Christiaensen construit Fort Nassau (Albany (New York)) au confluent de l’Hudson et de la Mohawk.
- 2 juillet et du 1er au 9 novembre : des colons anglais de Virginie, sous la conduite de Samuel Argall, détruisent l'implantation française à Port-Royal en Acadie, ainsi que la mission jésuite de Saint-Sauveur sur l'Île des Monts Déserts[12].
- 15 novembre : sous la protection du prince de Condé, Samuel de Champlain organise pour onze ans la Compagnie de Rouen[12], formée de marchands de Rouen et de Saint-Malo, qui s’engage à transporter annuellement six familles de colons outre-mer. La clause ne sera pas exécutée.
- Les Portugais, inquiets de la présence française dans le Maranhão, fondent le port de Camocim près de Saint-Louis. Le gouverneur du Brésil Gaspar de Souza s’installe à Olinda (Pernambouc) pour mieux organiser les opérations qui aboutissent à une défaite française et à la signature de la paix. Les Français l’ayant rompue en 1614, Saint-Louis est occupée (19 novembre 1614)[13].

### Asie
- Janvier : l'empereur moghol Jahângîr autorise la East India Company à installer un comptoir permanent à Surat[14], dans le golfe de Khambhat, dans l'ouest de l'Inde. Il devient le siège de l’East India Company (fin en 1668).
- 17 janvier-20 avril : les négociants hollandais débarquent à Solor puis à Timor[15], où ils obligent les Portugais à se replier au nord et à l’est de l’île.
- Avril : en Birmanie, le prince d’Ava Anaukpeitlun († 1628) enlève Syriam au mercenaire portugais Philippe de Brito et réunifie le pays[16].
- 28 octobre : le navire San Juan Bautista, l'un des premiers navires de haute mer japonais construits dans un style européen, par le daimyō Masamune Date, au nord du Japon, appareille avec une délégation de 140 japonais en direction d'Acapulco, au Mexique[17].

- Début du règne d'Agung, sultan de Mataram (fin en 1646). Il tente de déloger les Hollandais de Java mais échoue à deux reprises[18].
- Viêt Nam : mort de Nguyễn Hoàng, gouverneur de Huế. Son fils Nguyễn Phúc Nguyên abandonne la cause des Lê et se proclame indépendant des Trịnh (fin de règne en 1635)[19].

### Europe
- 1er janvier : promulgation de l'édit établissant le port franc de Nice par Charles-Emmanuel de Savoie[20].
- 20 janvier : traité de Knäred ; paix entre la Suède et le Danemark négociée par Axel Oxenstierna. La Suède obtient le libre accès au Sund mais doit payer un prix exorbitant pour récupérer son fort d’Älvsborg sur la mer du Nord, pris par le Danemark deux ans auparavant. Christian IV de Danemark renonce à ses prétentions sur la couronne suédoise. Gustave II Adolphe de Suède met fin à ses prétentions d’ordre fiscal sur les Lapons[21].
- 14 février : Élisabeth Stuart épouse Frédéric V du Palatinat contre l'avis de sa mère Anne de Danemark[22].

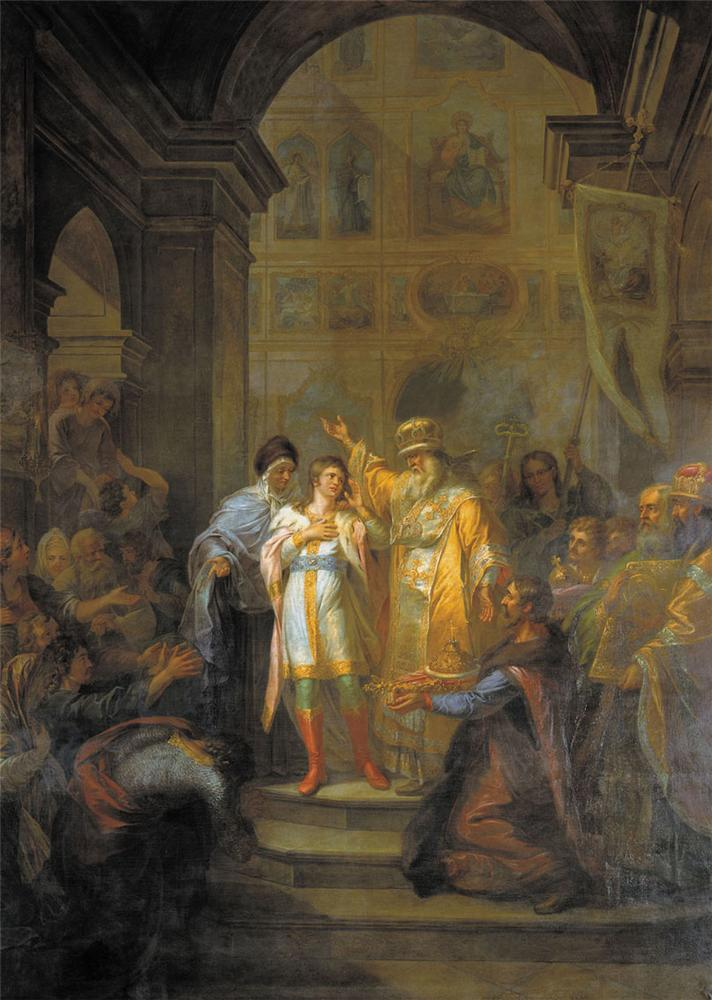
14 mars/24 mars : Le zemski sobor désigne Michel III de Russie qui réside au monastère Ipatiev Grigory Ugryumov. À l’issue du « Temps des Troubles », la Russie est ruinée, désorganisée et mutilé par l’invasion polonaise. Elle a perdu près de la moitié de sa population. Celle de Moscou a chuté de 33 %.

- 3 mars (21 février du calendrier julien) : début du règne de Michel Ier de Russie, tsar de Russie (fin en 1645) fondateur de la dynastie des Romanov[23]. Michel Romanov, petit-neveu d’Anastasia Romanovna Zakharine, la veuve d’Ivan le Terrible, est élu tsar à 17 ans par le zemski sobor (États généraux) avec lequel il gouverne jusqu’en 1619. Le Sobor décide d’écarter du trône toutes les candidatures étrangères. Les Romanov régneront jusqu’en 1917.
- 11 mars : départ d'une ambassade russe de Denis Oladin à Varsovie[24]. Sigismond III Vasa ne donne aucune réponse à ses ouvertures. Ladislas Vasa ne renonce pas à ses prétentions sur le trône russe et Philarète, père du tsar, reste prisonnier des Polonais.
- 22 avril : Charles-Emmanuel de Savoie envahit le Montferrat[25].
- 18 mai : réunion du nouveau Parlement de Dublin, qui compte 132 protestants pour 100 catholiques[26]. la réforme électorale consacre l'hégémonie politique des protestants en Irlande, qui représentent 5 % de la population.
- Mai : destruction de la forteresse de Novi, près de Fiume par la flotte vénitienne[27]. Venise combat les Uscoques, pirates bosniaques protégés par la maison d’Autriche (fin en 1617)[28].
- 18 juin : traité de Milan pour la restitution des conquêtes effectuées en Montferrat le duc par Charles-Emmanuel de Savoie[25].
- 21 juillet (11 juillet du calendrier julien) : Michel III de Russie est couronné par Cyrille de Rostov à Moscou[23].
- 23 octobre : Gabriel Bethlen est élu prince de Transylvanie (fin en 1629)[29].
  - Le prince de Transylvanie Gabriel Báthory provoque par ses excès la colère des barons, des Saxons, des voïévodes roumains et de la Porte. Gábor Bethlen se réfugie à Andrinople pour obtenir l’assistance du Sultan. Il retourne en Transylvanie avec l’aide d’une armée turque. En octobre, il est élu prince après que le commandant turc a convoqué la Diète, lui enjoignant l’élection de Bethlen. Celui-ci doit remettre le fort de Lippa (Lipova) aux Turcs.
- 25 octobre : Sir Edward Coke est nommé Chief Justice à la cour du Banc du roi Jacques Ier d'Angleterre[30].
- 3 novembre : l'émir libanais Fakhr-al-Din II en exil est reçu à Livourne par Cosme de Médicis[31].

## Naissances en 1613
- 6 janvier : Reynaud Levieux, peintre français († 17 mars 1699).
- 14 janvier : Pier Martire Armani, peintre baroque italien († 1669)[32].
- 12 mars : André Le Nôtre, créateur de jardins français († 15 septembre 1700).
- 7 avril : Gérard Dou, peintre néerlandais († 9 février 1675).
- 19 avril : Christoph Bach, musicien allemand († 12 septembre 1661).
- 15 août : Gilles Ménage, grammairien français († 23 juillet 1692).
- 2 septembre : Étienne Agard Dechamps, jésuite et théologien français, († ).
- 20 septembre : Jean-François Paul de Gondi de Retz, cardinal français, archevêque de Paris († 24 août 1679).
- 15 septembre : François VI de La Rochefoucauld, prince de Marcillac, duc de La Rochefoucauld, militaire, écrivain et moraliste français, auteur des « Sentences et Maximes morales », des « Mémoires » couvrant les années 1642-1652 et contenant entre autres « l'Apologie du prince de Marcillac», véritable pamphlet contre le cardinal Mazarin. Il fut l'un des grands acteurs de la Fronde aux côtés du Grand Condé et son ennemi juré le cardinal de Retz († 17 mars 1680).
- 3 octobre : Marion Delorme, courtisane française, née à Paris et morte à Paris le 30 juin 1650.
- 10 décembre : Isaak Van Oosten, peintre belge († décembre 1661).

## Décès en 1613
- 14 janvier : Tommaso Calvi, évêque italien (° vers 1526).
- 18 janvier : Régine Protmann, religieuse fondatrice de la congrégation de Sainte-Catherine (° 1552).
- 27 janvier : Anne de Saxe, noble allemande, membre de la Maison de Wettin (branche Albertine) et par mariage duchesse de Saxe-Cobourg-Eisenac (° 16 novembre 1567).
- 28 janvier : Thomas Bodley, diplomate anglais, resté célèbre en tant que fondateur de la bibliothèque Bodléienne (« Bodleian Library ») de l’université d’Oxford (° 2 mars 1545).
- 30 janvier : Henri-Jules de Brunswick-Wolfenbüttel, duc de Brunswick-Lunebourg (° 15 octobre 1564).
- 8 février : Shinjo Naoyori, samouraï et daimyo de la fin de l'époque Sengoku et du tout début de l'époque d'Edo (° 1538).
- 13 février : Georges Radziwiłł, castellan de Trakai, de nationalité de la république des Deux Nations (° 14 décembre 1578).
- 14 février : Jean-Baptiste de la Conception, religieux trinitaire espagnol (° 10 juillet 1561).
- 2 mars : Lupercio Leonardo de Argensola, écrivain espagnol (° 14 décembre 1559).
- 9 mars : Giovanni Battista Bassano, peintre maniériste italien (° 4 mars 1553).
- 13 mars : Giovanni Battista Caccini, sculpteur et architecte italien de l'école florentine (° 24 octobre 1556).
- 15 mars : Juan Fernández de Velasco y Tovar, noble, militaire et diplomate espagnol (° 1550).
- 16 mars : Ikeda Terumasa, daimyo du début de l'époque d'Edo (° 31 janvier 1565).
- 22 mars : Quirin Reuter, théologien protestant du Saint-Empire romain germanique (° 27 septembre 1558).
- 23 mars : Jerónimo de Ayanz y Beaumont, militaire et inventeur espagnol (° 1553).
- 24 mars : Ausonius van Popma, juriste et philologue hollandais (° 1563).
- 25 mars : Taddeo Carlone, sculpteur d'origine tessinoise (° 1543).
- 27 mars : Sigismond Ier Báthory, voïvode puis prince de Transylvanie (° 20 mars 1572).
- 10 avril : Aoyama Tadanari, général Tokugawa de la fin de l'époque Sengoku et du début de l'époque d'Edo (° 6 septembre 1551).
- 14 avril : Amano Yasukage, samouraï de la fin de la période Sengoku et du début de l'époque d'Edo (° 1537).
- 23 avril : Durante Alberti, peintre italien (° 1538).
- 15 mai : Urbano Monti, géographe et cartographe italien (° 16 août 1544).
- 25 mai : Konrad Rittershausen, éditeur, juriste et philologue allemand (° 25 septembre 1560).
- 8 juin : Lodovico Cigoli, peintre et architecte italien de l'école florentine (° 21 septembre 1559).
- 13 juin : Ōkubo Nagayasu, samouraï de l'époque d'Edo au service du clan Tokugawa (° 1545).
- 16 juin : Jakob Christmann, orientaliste et astronome allemand (° novembre 1554)
- 18 juin : Pierre de Villars, prélat français (° 3 mars 1543).
- 2 juillet : Pitiscus, mathématicien et théologien allemand (° 24 août 1561).
- 20 juillet : Nguyễn Hoàng, dignitaire vietnamien, membre de la famille des Nguyễn (° 28 août 1525).
- 1er août : Francesco Grimaldi, religieux théatin et architecte italien (° 1543).
- 10 août : Kani Saizō, samouraï de la fin de l'époque Sengoku jusqu'au début de l'époque d'Edo (° 1554).
- 22 août : Dominique Baudier, professeur, théologien, diplomate, avocat et poète français (° 8 avril 1561).
- 25 août :
  - David Gans, penseur, mathématicien et astronome juif ashkénaze (° 1541).
  - Michel Roset, homme politique et ambassadeur genevois (° 15 juin 1534).
- 5 septembre : Louis Poisson, peintre français (° ?).
- 8 septembre :
  - Marie de Beaucaire, baronne de Rié, princesse de Martigues, duchesse de Penthièvre, personnalité du département de la Vendée (° 1535).
  - Carlo Gesualdo, compositeur de la renaissance italienne (° 8 mars 1566).
- 11 septembre : Clelia Farnèse, noble italienne (° 22 octobre 1556).
- 20 septembre : Guillaume Estius, écrivain d'origine néerlandaise (° 1542).
- 9 octobre :
  - Asano Yoshinaga, daimyo et samouraï japonais de la fin de l'époque Sengoku et du début de l'époque d'Edo (° 1576).
  - Henry Constable, poète anglais (° 1562).
- 13 octobre : Belisario Vinta, homme politique florentin (° 1542).
- 22 octobre : Mathurin Régnier, poète français (° 21 décembre 1573).
- 29 octobre : Matthias Quad, graveur et cartographe de Cologne (° 1557).
- 1er novembre : Flaminio Piatti, cardinal italien (° 11 juillet 1552).
- 4 novembre : Edward Brerewood, érudit et mathématicien anglais (° 1565).
- 6 novembre : Martin Ruzé de Beaulieu, seigneur de Beaulieu, de Longjumeau et de Chilly, homme politique français, Secrétaire d'État de la Maison du roi (ou Secrétaire du roi) sous Henri III, Henri IV et Louis XIII (° vers 1530).
- 9 novembre : Ōkubo Tadasuke, daimyo de la fin de la période Sengoku au début de l'époque d'Edo à la tête du domaine de Numazu dans la province de Suruga (° 1537).
- 14 novembre : Guillaume de Hautemer de Grancey, gentilhomme et militaire français (° 1537 ou 1538).
- 23 novembre : Ventura Salimbeni, peintre et graveur maniériste italien (° 20 janvier 1568).
- 25 novembre : Arnoult de Lisle, médecin, diplomate et orientaliste français (° 1556).
- 6 décembre : Anton Praetorius, pasteur, théologien de l'Église réformée de Jean Calvin et écrivain allemand (° 1560).
- 7 décembre : Simon VI de Lippe, comte et gouverneur du comté de Lippe (° 15 avril 1554).
- Date précise inconnue :
  - Matthew Baker, ingénieur naval anglais (° 1530).
  - Adam Blackwood, écrivain écossais (° 1539).
  - Gabriel Chappuys, historiographe de France (° vers 1546).
  - Ercole dell'Abate, peintre baroque Italien (° 1563).
  - Giovanni Agostino Giustiniani Campi, soixante-dix-huitième doge de Gênes (° 1538).
  - Jacques Guillemeau, chirurgien français (° 1549).
  - Ibn Abî Mahalli, voyageur, écrivain et érudit musulman (° 1560).
  - Angelo Ingegneri, poète italien (° 1550).
  - Phùng Khắc Khoan, stratège, politique, diplomate et poète vietnamien (° 1528).
  - Vicenzos Kornaros, écrivain crétois d'origine vénitienne (° 26 mars 1553).
  - Louis Le Caron, jurisconsulte, poète et philosophe français (° 1534).
  - Mohammed ech-Cheikh el-Mamoun, huitième sultan de la dynastie saadienne (° 1566).
  - Flaminio Ponzio, architecte italien (° 1560).
  - Tosa Mitsuyoshi, peintre japonais (° 1539).
- Vers 1613 :
- Jean de Léry, grand voyageur et écrivain français (° vers 1536).
- Après 1613 :
- Niall Mòr MacMuireadhaigh, barde gael (° vers 1550).